# Qatch
A qatch elsősorban a kézilabda, továbbá más labdajátékok alapjaira épülő sport, melyet két háromfős csapat játszik Teq asztalon teremben vagy szabadban. A qatch taktikai sportág. Alternatív edzésmódszerként alkalmazható a labdakezelés és a labda nélküli helyezkedés magas szintű fejlesztésére kézilabdázóknak.[forrás?]

## Qatch története
A qatch története egészen 2012-ig nyúlik vissza, amikor egy teqball forgatáson a résztvevők gyerekei is kipróbálták a játékot a szünetekben, viszont még nem voltak elég ügyesek lábbal, hiszen csupán 5-6 évesek voltak. Ezért elkezdték dobálni a labdát a Teq asztal egyik feléről a másikra, amit egy-két pattanás után el is kaptak. Ezen felbuzdulva a szülők is beálltak és a lábbal kevésbé ügyesek is játszottak. Innen indul tehát a qatch eredete, aminek eleinte az volt a neve, hogy teqdodge. Ezt követően elkezdődött a játék szabályainak kidolgozása és az idők során több vonal, illetve pontrendszere is volt a qatch-nek. Eleinte kettő a kettő ellen játszották és az asztal rövidebb oldalától három különböző távolságban voltak lehelyezve a vonalak. Akkoriban ez a három vonal alkotta a pályát és attól függően, hogy melyik vonal mögül dobták el a labdát, 1-2-3 pontot lehetett szerezni. Sokáig csak szivacskézilabdával játszották, azonban emellett számos másik labdát is kipróbáltak, majd hosszas tesztelések után jutottak el odáig, hogy a normál kézilabda lesz a legmegfelelőbb. 2015-ben a Siófok KC csapatához került egy Teq asztal, amit több korosztály is tesztelt hónapokon keresztül. 2019-től már majdnem a ma is használatos hatszög alakú vonalrendszert használták, viszont ekkor még volt egy úgynevezett szervaboksz, ahonnan az első dobást el kellett végezni. Ezt követően számos promóciós esemény és tesztelés következett, aminek egy újabb vonal- és pontrendszer lett az eredménye. Ekkor alakult ki a ma is használt, hexagon alakú vonalrendszer, ahol már nem volt a korábbiakhoz hasonlóan szervaboksz. 2019-ben három versenyt is rendeztek, majd 2020-ban a qatch első világbajnoksága is megrendezésre került, aminek eredménye egy újabb, de már csak minimális szabályváltozás volt, ami kizárólag a pontrendszert érintette. Eltörölték a büntetőpontokat és ezzel együtt a büntetődobást is, valamint az egy game megnyeréséhez szükséges pontok száma nyolc helyett tizenkettőre növekedett. 2020 februárja óta ezeket a szabályokat használják a játék során.

## Qatch pálya

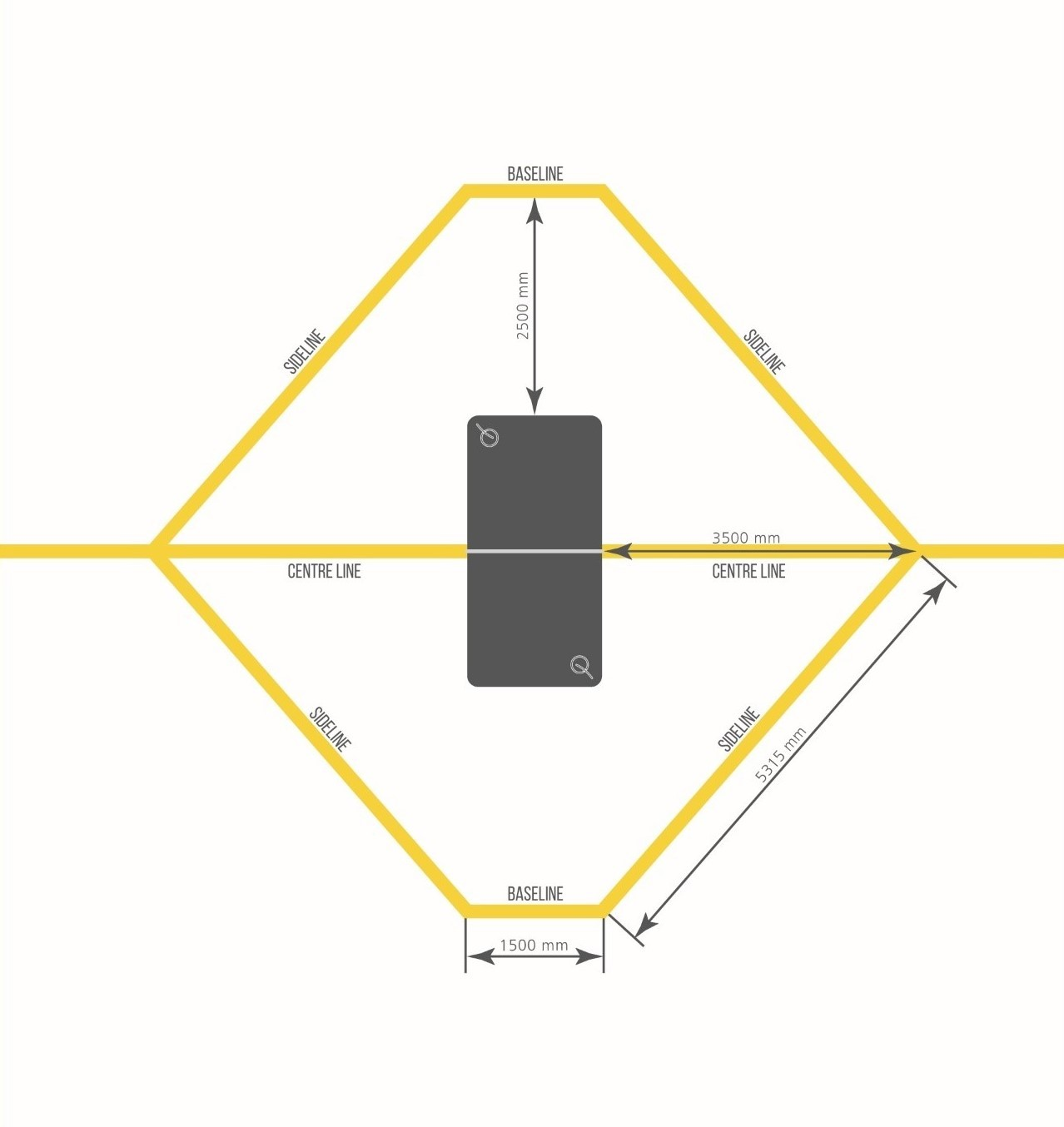
Qatch pálya

A játéktér minimum 15 méter széles és 14 méter hosszú. A belmagasságnak minimum 7 méternek kell lennie. Versenyeken a játéktér hivatalos mérete lehet nagyobb a minimum mérethez képest, a pálya pontos méretéről a versenyszervezők döntenek.

### Vonalrendszer
A játéktérnek hatszög alakú vonalrendszere van, amely alapvonalakból és oldalvonalakból áll. A középvonal a játéktér közepén helyezkedik el, és két egyenlő térfélre osztja a pályát. Az alapvonal külső széle 2,5 méterre helyezkedik el a Teq asztal végétől. Az oldalvonalak összekötik az alapvonalat és a középvonalat. Az oldalvonalak külső széle az asztal szélétől 3,5 méterre érintik a középvonalat. A játékteret tisztán látható vonalak jelzik, melyek minimum 50 mm szélesek, és a színük különbözik a játéktér borításától.

### Labda
A női versenyen használt labda 2-es méretű kézilabda, melynek borítása bőrből vagy szintetikus anyagból készül. Méretét tekintve a kerülete nem kisebb, mint 54 cm és nem nagyobb, mint 56 cm. Súlya nem kevesebb, mint 325 g és nem több, mint 375 g. A labdában lévő levegő nyomása a meccs kezdetekor 0.15 bar.
A férfi versenyen használt labda 3-as méretű kézilabda, melynek borítása bőrből vagy szintetikus anyagból készül. Méretét tekintve a kerülete nem kisebb, mint 58 cm és nem nagyobb, mint 60 cm. Súlya nem kevesebb, mint 425 g és nem több, mint 475 g. A labdában lévő levegő nyomása a meccs kezdetekor 0.15 bar.
A versenyen használt labda színének eltérőnek kell lennie a Teq asztal és a játéktér borításának színétől is. A labda tapadását segítő bármilyen anyag használata nem megengedett.

### Teq asztal
A Teq asztal játékfelületének görbületét, a játékfelület legmagasabb és legalacsonyabb pontjának távolsága, valamint a Teq asztal legalacsonyabb (legtávolibb) és a háló legmagasabb pontja közötti távolság határozza meg. A Teq asztal játékfelületének a talajtól mért legmagasabb pontja 760 mm, míg a legalacsonyabb pontja 565 mm. A vízszintes távolság a Teq asztal legalacsonyabb pontja és a háló között 1490 mm. A Teq asztaloknak három fajtájuk van: a TEQ One, a TEQ Smart és a TEQ Lite.

## Szabályok

### Definíciók
- A csapat maximum 4 játékosból áll, amelyből egyszerre három játékos játszik.
- Labdamenetnek nevezzük az az időtartamot, amely alatt a labda játékban van.
- Pontot érő labdamenet az, amely pontszerzéssel végződik.
- Nyitódobásnak nevezzük azt, amikor a védekező játékos az alapvonal mögül játékba hozza a labdát.
- Újrajátszásnak hívják azt a helyzetet, amikor egy labdamenet során egyik csapat sem kap pontot, ilyenkor a labdamenetet meg kell ismételni.
- A védekező játékos az a játékos, aki az ellenfél játékosaival azonos oldalon áll. Egy csapatban egy védekező játékos van.
- A támadó játékos az a játékos, aki a saját csapattársával azonos oldalon áll. Egy csapatban két támadó játékos van.
- A fogadójátékos az a játékos, aki először érinti a labdát a nyitódobást követően.
- Edgeball az, amikor a labda a Teq asztal élére pattan, és láthatóan irányt változtat.
- Sideball az, amikor a labda a Teq asztal oldalát a játékfelület alatt éri.
- A fő játékvezető az a személy, aki felügyeli a játékot.
- Az asszisztens játékvezető az a személy, aki a fő játékvezető munkáját segíti a játék alatt.
- A jegyzőkönyv író az a személy, aki a jegyzőkönyvet írja és kezeli az eredményjelző/TeqRef alkalmazást.

### A game, a szett és a mérkőzés
A mérkőzést két 3 fős csapat játssza. Egy mérkőzés megnyeréséhez a versenylebonyolításától függően egy vagy több szettet kell megnyerni. Egy szett két nyert game-ből áll. Egy game 12 megnyert pontból áll. A döntő szettet, ami egy nyert game-ig tart, legalább két ponttal kell megnyerni (például: 12-10 vagy 13-11). A csapatoknak minden game után térfelet kell cserélniük. A döntő szettben akkor kell térfelet cserélniük, ha az összpontszám 12 vagy annak többszöröse.  

### Nyitódobás
A játékot a védekező játékos kezdi a csapattársnak dobott labdával az alapvonal mögül. A nyitódobás során a dobó játékos egyik lábának érintkeznie kell a talajjal. A nyitódobás során a dobó játékos nem léphet rá vagy lépheti át az alapvonalat. A nyitódobást egy vagy két kézzel is el lehet végezni. A védekező játékosnak 3 másodperce van elvégeznie a nyitódobást, ha mind a két csapat készen áll és a játékvezető is engedélyt adott rá (kézjelzéssel). A labda a védekező játékos kezét elhagyva addig van játékban, amíg az adott menet ponttal vagy újrajátszással nem végződik. A védekező játékos egymás után háromszor kezdi meg a labdamenetet nyitódobással, azonban labdamenetenként csak egy lehetősége van érvényes nyitódobást végrehajtani. Ha a nyitódobás során a labda hozzáér a hálóhoz vagy a Teq asztal éléhez, széléhez, akkor az ellenfél kap pontot. A nyitódobás során a labdának pattannia kell egyet a Teq asztal túlsó felén, mielőtt a védekező játékos csapattársa hozzáérhet. Ha a nyitódobás során egynél többet pattan a labda a Teq asztal túlsó felén, akkor az ellenfél pontot kap. A nyitódobás során az ellenfél összes játékosának a hatszögön kívül kell tartózkodnia. Azoknak a játékosoknak, akik egy oldalon állnak a védekező játékossal legalább 1 méterre kell elhelyezkedniük a dobást végrehajtó játékostól. A nyitódobás során a fogadójátékos és a csapattársa bárhol elhelyezkedhet a pályán, akár a hatszögön belül is. Amint a fogadójátékos megérinti a labdát, az ellenfél védekező játékosa beléphet a hatszögön belülre, hogy védekezzen. A nyitódobást három érvényes labdamenetenként váltakozva hajtják végre a csapatok. Ha a nyitódobást végző játékost megzavarják és/vagy nem kívánja elvégezni a nyitódobást, akkor ezt azonnal jeleznie kell a játékvezetőnek.    

### Labda megjátszása
A játékosok bármely testrészükkel érinthetik a labdát, beleértve a lábukat is, abban az esetben, ha a labdát az ellenfél játékosa dobja. A játékosok a labda birtoklásának érdekében menthetnek lábbal, viszont a csapattársuknak nem rúghatják oda a labdát. A csapattárstól érkező labdát a láb térd alatti részével érinteni nem szabad. A labdát leütni és vezetni sem szabad. A támadóknak minimum egyszer passzolniuk kell, mielőtt átjátsszák a labdát. A támadók maximum háromszor passzolhatnak, mielőtt átjátsszák a labdát. Pattintott átadás lehetséges talajon és a Teq asztalon is. Pattintott átadás során a labda csak egyszer pattanhat a talajon, a hálón vagy a Teq asztalon. A játékosok maximum három másodpercig birtokolhatják a labdát. A labdát birtokló játékosnak maximum három lépés engedélyezett. Minden esetben a játékvezető dönt, hogy a labdát szabályosan játszották-e meg.   

### Átjátszás
A labdát egy vagy kétkezes dobás eredményeként lehet átjátszani. Átjátszani a labdát csak akkor lehet, ha az már a dobó játékos birtokában van. A labdát a Teq asztal túlsó felére visszaütni nem lehet. A nyitódobás utáni első passzból légidobással átjátszani a labdát nem lehet. Az átjátszás során a labdának egyszer pattannia kell a Teq asztal túlsó felén. Az átjátszás után, a védekező játékosnak a legrövidebb úton el kell hagynia a hatszöget, és vissza kell állnia az alapvonal mögé úgy, hogy közben nem akadályozza az ellenfél játékosait. Az átjátszás során a dobó játékos semelyik testrészével sem érintheti vagy lépheti át a hatszög vonalait. A labda átjátszása után a játékosok nem léphetnek rá a hatszög vonalaira, és dobás után azon belülre sem érkezhetnek. Ha az ellenfél elkapta a labdát vagy pontot szereztek az átadásból, a játékosok újra beléphetnek a hatszögön belülre. Légidobás esetén a hatszögön belülre vagy a vonalra való érkezés megengedett. Az átjátszás során a játékos semelyik testrészével sem érintheti vagy nyúlhat át a középvonalon, illetve annak képzeletbeli meghosszabbításán sem. Az átjátszás után a játékos semelyik testrészével sem érintheti vagy nyúlhat át a középvonalon, illetve annak képzeletbeli meghosszabbításán sem. Ha az átjátszott labda hozzáér a hálóhoz, majd utána a Teq asztalt túlsó felét is érinti, akkor az átjátszás érvényes és a játék folytatódik. Ha a labda visszapattan a hálóról a dobó játékoshoz, a labdamenetnek vége. Ha a labda egy passz után a hálóról visszapattan a másik támadó csapattárshoz, akkor még egy passzolás lehetséges vagy azonnal átjátszató a labda. Ha a labda két passz után a hálóról visszapattan a másik támadó csapattárshoz, akkor ez harmadik passznak számít ezért azonnal át kell játszani a labdát. Ha a labda három passz után a hálóról visszapattan a másik támadó csapattárshoz, a labdamenetnek vége. Az átjátszott labdát megérinteni csak a Teq asztalon való pattanás után lehet. Védekezés során, ha a labda a védekező játékos bármely testrészét érinti, és ezután a labda egyszer pattan a védekező térfelén beleértve a Teq asztalt is, vagy a Teq asztal túlsó felén, a játék folytatódik.      

### Edgeball
Edgeball az, amikor a labda a Teq asztal túlsó felének élére pattan, és láthatóan irányt változtat. Ha a fogadó játékos elkapja a labdát mielőtt földet érne, akkor a labdamenet folytatódik. Ha a labdát egyetlen egy játékos sem érinti mielőtt földet érne, vagy a labda semmilyen más eszközt vagy a játékvezetőket nem érinti a játéktéren belül, a labdamenetet meg kell ismételni. Közvetlenül az edgeball után, ha a labda a Teq asztal túlsó felére pattan (bármi más megérintése nélkül), akkor a dobó játékos csapata kap pontot. Ha a labda az edgeball után ismét a Teq asztal élére pattan, anélkül, hogy bármi máshoz hozzáérne, akkor azt dupla edgeball-nak minősül és a dobó játékos csapata kap pontot.

### Újrajátszás
A labdamenetet a következő esetekben kell újrajátszani:
- a labda a játék közben a Teq asztal éléről felfele pattan (edgeball) és a visszapattanó labdát egyik játékos sem érinti;
- ha bármelyik játékvezető megállítja a játékot labdamenet közben;
- ha a labdamenetet olyan esemény zavarja meg, ami befolyással lehet annak kimenetelére;
- ha játékost vagy edzőt figyelmeztetni vagy büntetni kell;
- sérülés esetén.

### Pontszerzés
Egy csapat a következő esetekben kap pontot:
- ha átjátszás után a labdát nem tudják elkapni miután az pattant a Teq asztal túlsó felén;
- ha átjátszás után a Teq asztal túlsó feléről a talajra pattan, vagy bármilyen más eszközt érint a labda a játéktéren belül vagy kívül;
- ha átjátszás után a Teq asztal túlsó felén kétszer pattan a labda;
- ha edgeball után a labda a Teq asztal túlsó felén pattan anélkül, hogy bármi máshoz hozzáérne;
- ha edgeball után ismét a Teq asztal élére pattan a labda, anélkül, hogy bármi máshoz hozzáérne;
- ha a védekező játékos védekezés közben megszerzi a labdát;
- ha a védekező játékos védekezés közben elüti a labdát és az kétszer pattan vagy bármihez hozzáér a középvonal túloldalán vagy a játéktéren kívül;
- ha nyitódobás során az ellenfél bármely játékosa rálép a hatszög vonalaira vagy bármely testrészével keresztezi azt;
- ha az átjátszott labda nem érinti a Teq asztalt, akkor az ellenfél pontot kap;
- ha az asztalt a játékfelület alatt találja el a dobó játékos (sideball), akkor az ellenfél pontot kap;
- ha a labda visszapattan a hálóról a dobó játékoshoz, akkor az ellenfél pontot kap;
- ha a labda három passz után visszapattan a hálóról bármelyik támadóhoz, akkor az ellenfél pontot kap;
- ha egy játékos vagy bármi, ami a játékoson van, hozzáér a Teq asztalhoz vagy az ellenfél játékosához, akkor az ellenfél pontot kap. Vétlen érintés esetén a játékvezető dönt, hogy kap-e pontot a csapat vagy sem;
- ha a védekező játékos érinti a csapattársaitól érkező labdát, akkor az ellenfél pontot kap;
- ha az átjátszás során a dobó játékos bármelyik testrészével érinti a hatszög vonalait vagy átlépi azt, akkor az ellenfél pontot kap;
- ha átjátszása után a dobó játékos rálép a hatszög vonalaira vagy átlépi azt, akkor az ellenfél pontot kap;
- ha átjátszás során a dobó játékos bármelyik testrészével érinti vagy keresztezi a középvonalat, illetve annak képzeletbeli meghosszabbítását, akkor az ellenfél pontot kap;
- ha átjátszás után a dobó játékos bármelyik testrészével érinti vagy keresztezi a középvonalat, illetve annak képzeletbeli meghosszabbítását, akkor az ellenfél pontot kap;
- ha nyitódobás során a dobó játékos rálép az alapvonalra vagy átlépi azt, akkor az ellenfél pontot kap;
- ha nyitódobás során a dobást végző játékos egyik lába sem érintkezik a talajjal, akkor az ellenfél pontot kap;
- ha nyitódobás során a labda érinti a hálót, a Teq asztal élét vagy oldalát, vagy a labda egyáltalán nem érinti a Teq asztalt, akkor az ellenfél pontot kap;
- ha védekező játékos azelőtt belép a hatszögön belülre, mielőtt a labdát az ellenfél érintette volna, akkor az ellenfél pontot kap;
- ha a csapattárstól kapott labda a játékos lábát a térde alatt érinti, akkor az ellenfél pontot kap;
- ha a labdát egyből, passzolás nélkül játsszák át, akkor az ellenfél pontot kap;
- ha egy csapat három passzból nem tudja átjátszani a labdát a Teq asztal túlsó felére, akkor az ellenfél pontot kap;
- ha egy játékos három másodpercnél tovább birtokolja a labdát, akkor az ellenfél pontot kap;
- ha egy játékos labdabirtoklás során háromnál többet lép, akkor az ellenfél pontot kap;
- ha egy játékos leüti vagy vezeti a labdát, akkor az ellenfél pontot kap.

### „Doublepoint”
A „doublepoint” lehetőséget ad a csapatoknak, hogy egy labdamenetben egy pont helyett kettőt szerezzenek. „Doublepoint”-ot egy csapat egy szettben egyszer kérhet. „Doublepoint”-ot a döntő szettben nem lehet kérni. „Doublepoint”-ot csak az a csapat kaphat, aki kikérte azt és sikeresen pontot is szerzett. Egy csapat csak addig kérhet „doublepoint”-ot, amíg az adott game-en belül a tizedik pontját nem érte el. A csapatok akár egyszerre is kérhetik a „doublepoint”-ot. A „doublepoint”-ot a nyitódobás elvégzése előtt kell kérni, amíg a labda a játékvezetőnél van. A „doublepoint” kérését a játékosnak a megfelelő kézmozdulattal kell a játékvezető felé kell jeleznie. A fő játékvezetőnek tisztán láthatóan kell jeleznie az ellenfélnek és a nézőknek is a „doublepoint” kérést. Ha a „doublepoint”-os labdamenet újrajátszással vagy edgeballal végződik, akkor a „doublepoint” nem marad érvényes a következő labdamenetre, de a csapat újra kikérheti a tizedik pont eléréséig.

### Térfélválasztás, mérkőzéskezdés, forgásirány
A térfél- és a kezdés választását érmefeldobással döntik el a csapatok és a fő játékvezető. Az érmefeldobás győztese dönti el, hogy térfelet vagy kezdést választ. A game kezdések váltakoznak a csapatok között. A csapatoknak minden game végén térfelet kell cserélniük. A döntő szettben a csapatoknak akkor kell térfelet cserélniük, ha az összpontszám tizenkettő vagy annak többszöröse. A forgásirány határozza meg egy csapaton belül a védekező játékosok sorrendjét; mindegyik játékosnak kell védekező játékosnak lennie; egy játékos csak akkor lehet újra védekező játékos, ha az összes csapattársa volt már védekező játékos; minden érvényes hatodik labdamenet után kell védekező játékost cserélni.

## Qatch versenyfajtái

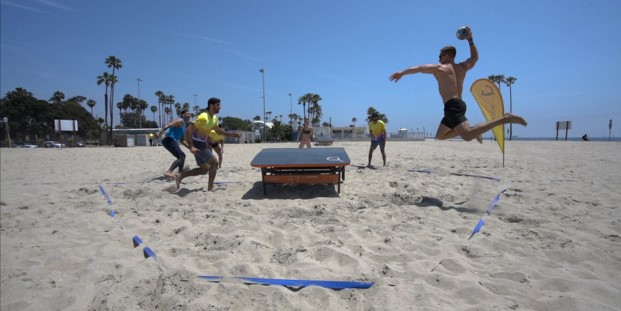
Strand qatch Los Angelesben

A qatchnek két versenyfajtája van: terem és strand, amelyeknek a szabályai teljesen megegyeznek.

## Világranglista pontszámítás
A világranglistára a csapatok a teljesítményük alapján kerülnek fel. Létezik nemzetek közötti és klub világranglista, és azokon belül férfi és női ranglistát különböztetünk meg. A csapatok úgy szerezhetnek világranglista pontokat, ha részt vesznek qatch versenyeken. Minél magasabb a szorzótényezője egy versenynek, annál több pontot lehet szerezni. 

### Klub világranglista
Világranglista pontot minden versenyen az első 10 csapat szerez. A pontok száma a végső helyezésen múlik, illetve az is számít, hogy az adott versenyen mennyi csapat és nemzet vesz részt.
Egy versenyen az első 10 csapat kap pontokat a következők szerint:
1. helyezett: 10
2. helyezett: 9
3. helyezett: 8
4. helyezett: 7
5. helyezett: 6
6. helyezett: 5
7. helyezett: 4
8. helyezett: 3
9. helyezett: 2
10. helyezett: 1

| Részt vevő nemzetek száma | Szorzótényező |
| ------------------------- | ------------- |
| 1                         | 1,00          |
| 2                         | 1,25          |
| 3                         | 1,50          |
| 4                         | 1,75          |
| >4                        | 2,00          |

| Részt vevő csapatok száma | Szorzótényező |
| ------------------------- | ------------- |
| 10                        | 1,00          |
| 11                        | 1,10          |
| 12                        | 1,20          |
| 13                        | 1,30          |
| …                         |               |
| 25                        | 2,50          |

A csapatokat a klubversenyeken szerzett pontok alapján rangsorolják. A legtöbb pontot szerzett csapat lesz az első helyen rangsorolva és így tovább.  
Ha kettő vagy több csapatnak azonos pontja van, akkor:
- az a csapat lesz előrébb rangsorolva, amelyiknek az adott versenynaptári évben jobb eredménye van;
- az a csapat lesz előrébb rangsorolva, amelyik kevesebb versenyen vett részt.

Ha a csapatoknak ugyanannyi pontjuk van, az adott versenynaptári évben ugyanaz a legjobb eredményük, és ugyanannyi versenyen vettek részt, akkor ezek a csapatok ugyanabba a pozícióba lesznek rangsorolva.
Azok a csapatok, amelyeket kizárnak egy versenyről, nem kapnak világranglistapontot az adott eseményért és nem adják hozzá őket a világranglistához sem. Az összes csapat, amely befejezett egy versenyt, de nem végzett a legjobb 10 csapat között, a világranglistában 0 ponttal szerepel.  
A világranglista szerint a kontinensek legjobb csapatai meghívást kapnak a World Qatch Beach/Indoor Gamesre.

### Nemzeti világranglista
Ha egy játékosnak kettő vagy több nemzetisége van (útlevél), akkor a játékosnak kötelező nyilatkoznia arról, hogy melyik nemzetet szeretné képviselni. A játékosoknak lehetőségük van arra, hogy másik nemzet színeiben induljanak, még akkor is, ha korábban már képviseltek egy másik országot. Ha az adott játékos az utolsó nemzetközi mérkőzéséhez képest 1 évig nem szerepelt egyetlen nemzetközi mérkőzésen sem, akkor 1 év eltelte után pályára léphet egy másik nemzeti csapatban.
A világbajnokságon a résztvevő csapatok száma határozza meg a megszerezhető világranglista pontokat, például:
Egy 16 csapatos világbajnokság esetén a következők szerint osztják a pontokat:
1. helyezett: 16
2. helyezett: 15
3. helyezett: 14
4. helyezett: 13
5. helyezett: 12

10. helyezett 7
16. helyezett 1
Szorzótényezők a végső helyezés szerint:
1. helyezett: 2,00
2. helyezett: 1,75
3. helyezett: 1,50

4-8. helyezett                                   1,25
9. helyezettől                                  1,00
A válogatottakat a világbajnokságon szerzett pontok alapján rangsorolják. A legtöbb pontot szerzett válogatott lesz az első helyen rangsorolva és így tovább.  
Ha kettő vagy több válogatottnak azonos pontja van, akkor ezek a válogatottak ugyanabba a pozícióba lesznek rangsorolva.
Azok a válogatottak, amelyeket kizárnak egy világbajnokságról, nem kapnak világranglista pontot.

### Egyéni világranglista
Bár a qatch egy csapatsport, így az egyéni ranglista alapján nem lehet egyetlen eseményre sem kvalifikálni, de nyomon lehet követni az egyéni teljesítményeket is. A játékosok egy versenyen a csapatuk által elért összpontszámból arányosan részesülnek.

## Nemzeti világranglista
| Qatch világranglista - Nemzeti |                        |          |
| Helyezés                       | Ország                 | Pontszám |
| 1.                             | Magyarország           | 32       |
| 2.                             | Szerbia                | 26,25    |
| 3.                             | Oroszország            | 21       |
| 4.                             | Portugália             | 16,25    |
| 5.                             | Románia                | 15       |
| 6.                             | Montenegró             | 13,75    |
| 7.                             | Ukrajna                | 12,5     |
| 8.                             | Horvátország           | 11,25    |
| 9.                             | Bosznia és Hercegovina | 8        |
| 10.                            | Lengyelország          | 7        |
| 11.                            | Egyiptom               | 6        |
| 12.                            | Görögország            | 5        |
| 13.                            | Észak Macedónia        | 4        |
| 14.                            | Ciprus                 | 3        |
| 15.                            | Pakisztán              | 2        |
| 16.                            | Csehország             | 1        |

## Események
- Tokió Qatch Challenger Cup (2019. november 16.)
- Budapest Qatch Challenger Cup (2019. december 14.)
- Szeged Qatch Challenger Cup (2019. december 15.)
- Belgrád Qatch Challenger Cup (2020. január 4-5.)
- I. Qatch Világbajnokság (2020. február 1-2.)
- Münster Qatch Challenger Cup (2020. augusztus 22.)
- Beach Qatch Challenger Cup (2020. augusztus 29.)